# 자멘호프의 날

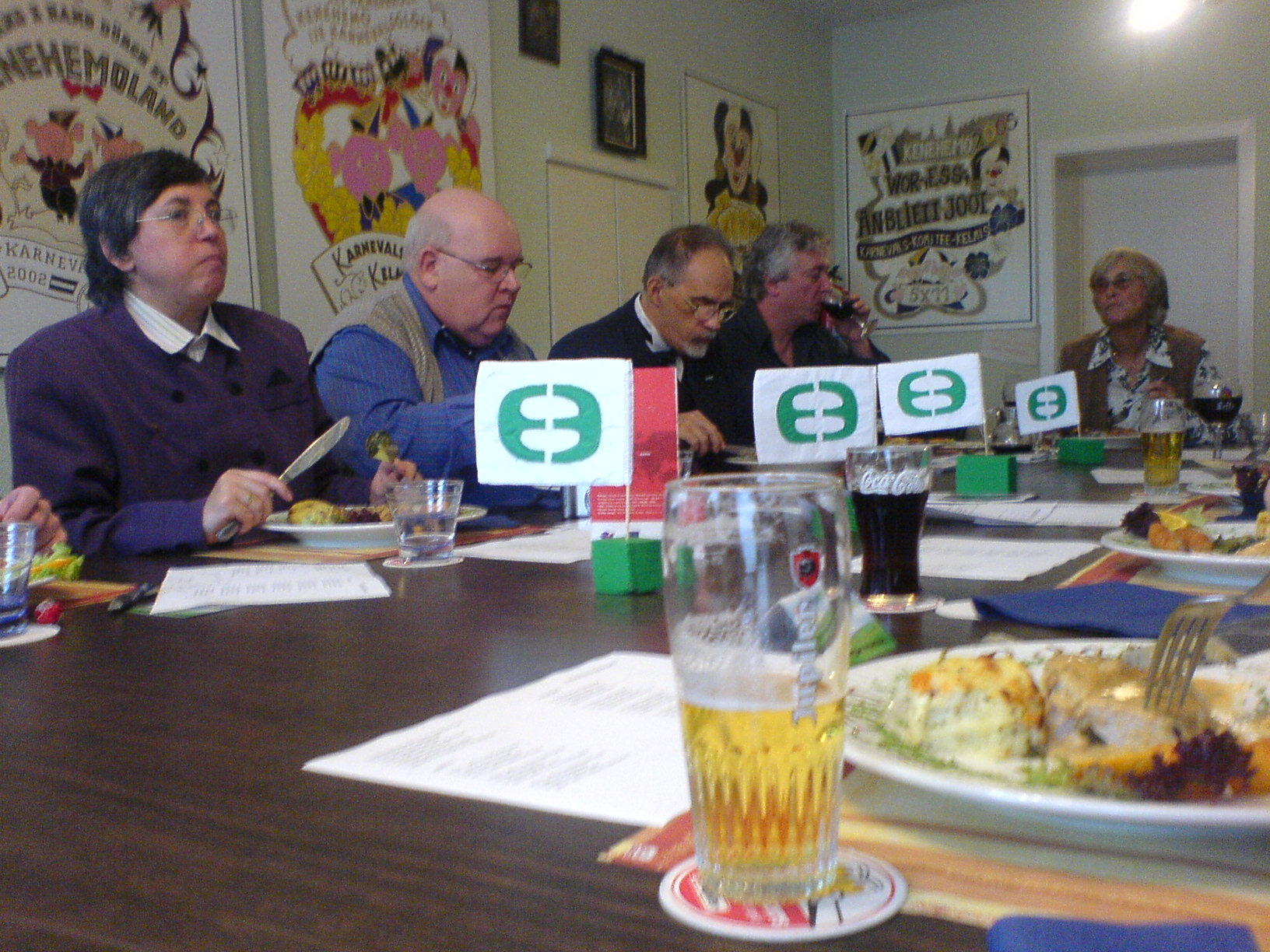
2008년 벨기에 켈미스에서 열린 자멘호프의 날 행사

자멘호프의 날(에스페란토: Zamenhofa Tago)은 에스페란토의 창시자 루도비코 라자로 자멘호프가 태어난 12월 15일을 기념하는 날로 에스페란토의 날이라고도 한다. 에스페란토 문화를 기념하는 날로 여겨지고 있으며 에스페란티스토들은 이 날마다 기념 행사를 연다.
자멘호프의 생일에 에스페란토를 축하하는 역사는 1878년 12월 17일로 거슬러 올라간다. 자멘호프는 자신의 19세 생일을 기념하는 파티에서 자신의 친구들에게 국제어의 첫 번째 버전인 초기 에스페란토를 제시했다. 1887년 《제1서》가 출간되면서 에스페란토는 널리 인정받게 되었다.